# NGC 2674
NGC 2674 é uma galáxia espiral (Sa) localizada na direcção da constelação de Hydra. Possui uma declinação de -14° 17' 37" e uma ascensão recta de 8 horas, 49 minutos e 13,2 segundos.
A galáxia NGC 2674 foi descoberta em 1886 por Ormond Stone.